# Згрібешть
Згрібешть, Згрібешті (рум. Zgribești) — село у повіті Тіміш в Румунії. Входить до складу комуни Штюка.
Село розташоване на відстані 342 км на захід від Бухареста, 67 км на схід від Тімішоари.

## Населення
За даними перепису населення 2002 року у селі проживали 298 осіб.
Національний склад населення села:
| Національність | Кількість осіб | Відсоток |
| -------------- | -------------- | -------- |
| румуни         | 268            | 89,9%    |
| українці       | 29             | 9,7%     |

Рідною мовою назвали:
| Мова       | Кількість осіб | Відсоток |
| ---------- | -------------- | -------- |
| румунська  | 280            | 94,0%    |
| українська | 18             | 6,0%     |